# 氣象廳 (韓國)
氣象廳（韩语：／ Gisang-cheong */?）是大韓民國環境部下属的一個行政機關，負責氣象及地震、火山有關的觀測、預報和研究等事務。在1990年12月27日，從中央氣象台升格為氣象廳。地址為首爾銅雀區汝矣大方路16巷61。

## 沿革

### 前史

#### 近代的氣象觀測
- 1884年6月 - 日本内務省地理局（中央氣象台前身）委託釜山的電信局員進行氣象觀測[1]。
- 1886年 - 仁川廣域市、釜山、元山的海關開始進行氣象觀測[1]。
- 1887年 - 俄羅斯公使韋貝在京城設置觀測儀器[1]。
- 1897年 - 俄羅斯政府在仁川港小丘上設置觀測所，開始提供氣象信號[1]。

#### 開展氣象觀測業務
- 1904年3月 - 日俄戰爭期間、在日本軍的要求之下、日本文部省在釜山、木浦、仁川、龍巖浦、元山等地設置臨時觀測所、日本中央氣象台設立臨時觀測所的建制（明治37年勅令第60號）[1][2][3][4]。
- 1905年1月 - 文部省在城津設置臨時觀測所[1]。
- 1907年2月 - 大韓帝國政府在農商工部建立觀測所的官制，並在京城、平壤、大邱等地設置觀測所[1][4]。業務的監管實則在統監府觀測所[1]。
- 1907年3月 -廢止文部省中央氣象台臨時觀測所的建制[1]、統監府成立觀測所建制、氣象觀測業務移交統監府[3]。仁川臨時觀測所改為觀測所、其餘臨時觀測所改為分所[4]。
- 1908年4月 - 統監府觀測所的建制遭廢除、大韓帝國農商工部借用釜山、木浦、仁川、龍岩浦、元山、城津等六個統監府觀測所[2][4][5]。
- 1910年10月1日 - 由於日韓合併、氣象觀測業務移交朝鮮總督府朝鮮總督府遞信局[6]。
- 1911年10月 - 設置江陵測候所[1]。
- 1912年4月 - 氣象觀測業務從通信局移交内務部的學務局[7]。
- 1914年5月 - 設置雄基與中江鎮測候所[1]。
- 1916年前後 - 完成全朝鮮的氣象觀測網[3]。
- 1924年10月 - 於觀測所設置無線收發裝置。與日本内地的中央氣象台以及海洋氣象台、沖縄、大連、樺太的大泊等台連線交換氣象資訊，應用於天氣預報[8]。
- 1931年1月 - 龍巖浦測候所移轉至新義州[1]。
- 1933年8月 - 觀測所設置短波收發器。取得中國、南洋群島、西伯利亞等地的觀測資料、應用於天氣預報[8]。

### 獨立後
- 1949年8月 - 成立國立中央觀象台。
- 1963年2月 - 國立中央觀象台改名中央觀象台。
- 1967年4月 - 從交通部移轉至科學技術處。
- 1978年 - 開始地震的觀測與記錄。
- 1982年1月 - 中央觀象台改稱中央氣象台，地方觀象台改稱地方氣象台。
- 1990年12月 - 中央氣象台升格為氣象廳。
- 1992年3月 - 地方氣象台改稱地方氣象廳、測候所改稱氣象台。
- 2008年2月29日 - 從科學技術部移管至環境部。
- 2015年1月12日 - 設置首都圏氣象廳。
- 2015年6月 - 新設氣象支廳。

## 國立氣象科學院
負責氣象研究業務的氣象廳下屬機關。

## 地方氣象廳
地方氣象廳設在水原、江陵、大田、光州、濟州、釜山等六城市。
地方氣象廳以有人自動氣象觀測設備（ASOS: Automated Synoptic Observing System）記錄氣壓、氣溫、風向、風速、濕度、降水量、日射量、日照時間、地面溫度、初霜溫度等要素，輔以人工記錄、能見度、雲量、雲形、蒸發量等資訊。積雪量則以自動積雪觀測裝置（積雪板、雪尺）觀測。地方氣象廳提供管轄地區的廣域預報與週間預報。

### 氣象台
氣象台設有七處、屬其地方氣象廳管轄。氣象觀測所以有人自動氣象觀測設備（ASOS: Automated Synoptic Observing System）記錄氣壓、氣溫、風向、風速、濕度、降水量、日射量、日照時間、地面溫度、初霜溫度等要素，輔以人工記錄、能見度、雲量、雲形、蒸發量等資訊。積雪量則以自動積雪觀測裝置（積雪板、雪尺）觀測。氣象台提供其管轄地區的天氣預報。

### 地方氣象廳・氣象支廳・氣象台一覽
- 首都圏氣象廳（管轄區域：首爾特別市、仁川廣域市、京畿道）
  - 仁川氣象台
- 釜山地方氣象廳（管轄區域：釜山廣域市、蔚山廣域市、慶尚南道）
  - 大邱氣象支廳（管轄區域：大邱廣域市、慶尚北道）
  - 安東氣象台
  - 蔚山氣象台
  - 昌原氣象台
- 光州地方氣象廳（管轄區域：光州廣域市、全羅南道）
  - 全州氣象支廳（管轄區域：全羅北道）
  - 木浦氣象台
- 江原地方氣象廳（管轄區域：江原道）
  - 春川氣象台
- 大田地方氣象廳（管轄區域：大田廣域市、世宗特別自治市、忠清南道）
  - 清州氣象支廳（管轄區域：忠清北道）
  - 洪城氣象台
- 濟州地方氣象廳（管轄區域：濟州特別自治道）

## 國家氣象衛星中心
2009年設立、為營運韓國首枚靜止軌道衛星千里眼的氣象廳下屬機關。

## 氣象雷達中心
負責營運冠岳山、九德山、五聖山、眠峰山、廣徳山、江陵、白翎島、珍島、城山、高山等地的氣象雷達。

## 航空氣象廳
負責航空氣象業務的氣象廳下屬機關。本廳位於仁川國際機場。航空氣象觀測業務多屬自動化、韓國各機場皆設有航空氣象觀測裝置（AMOS），以記錄風向、風速、氣溫、氣壓、降水量等資訊。

### 所屬機關
- 金浦航空氣象台
- 濟州航空氣象台
- 務安航空氣象台
- 蔚山航空氣象台
- 金海航空氣象台
- 麗水航空氣象室
- 襄陽航空氣象室

## 自動氣象觀測裝置（AWS）
自動氣象觀測裝置（Automatic Weather System、AWS）是設置在大韓民國各市、郡、區，共約500個、由氣象廳管理營運的設備。AWS觀測項目包含降水有無、降水量、氣溫、風向、風速等。在氣象機關之間的地帶則多記錄氣壓（2007年開始）、濕度、積雪量計、雲高、雲量計、能見度計（以上2010年開始）。觀測資料以有線或無線網路以分鐘為單位送到氣象廳並應用。AWS的數據可以在網頁上直接查詢數據產生之技術圖形每五分鐘更新一次。

## 天氣ON
氣象廳為對國民傳達快速正確的氣象資訊所設立的網路氣象新聞播送服務。2007年9月29日開始試營運、2008年7月正式上路。

## 以北五道氣象服務
雖然至今仍然未能實際統治三八线以北的以北五道，但韓國氣象廳仍然堅持在官網上每天提供咸镜北道、咸镜南道、黄海道、平安北道和平安南道的氣象信息，以此表明不忘國家統一。

## 外部連結
- 韓國氣象廳 （页面存档备份，存于）
  - 航空氣象廳 （页面存档备份，存于）
  - Korea Meteorological Administration（日語）
- 國立氣象研究所
- 天氣ON （網路氣象） （页面存档备份，存于）
- 數位預報